# ニューパルサー3
『ニューパルサー3』 (NEW PULSAR 3) は、2009年6月に山佐から発売されたパチスロ（5号機）。保通協における型式名は、「ニューパルサースリーR-B」。

## 概要
5号機のニューパルサーはこれまで『ニューパルサーV』、『ニューパルサーEvolution』と発売されてきたが、どれも4thリールを導入してこれまでのニューパルサーを再現させてきた。今作の『ニューパルサー3』ではリール配列や小役の役構成を工夫し、4号機同様に3リール5ラインでのニューパルサーを再現している。また、『ニューパルサーEvolution』と同じく、ボーナスチェック機能とボーナス告知機能を搭載している。
- 設定は6段階で、ボーナス確率は1/134 - 1/175となっている。
- ボーナスはBIGとREGの2種類で、ボーナスだけでメダルを増やしていくオーソドックスなゲーム性である。BIG中に目押しすることで獲得枚数を若干アップすることができる。BIGの最大獲得枚数は335枚、REGは104枚となっている。
- ボーナスチェック機能を搭載している。全リール停止後、1BETボタンを押すとボーナスが成立していれば筐体上部の蛙の上の部分の星が一瞬黄色に光る。ただし、ボーナス成立ゲームのみで、次のゲーム以降ではボーナスが成立していても光らない。
- ボーナス成立後約5ゲーム消化でリールがフラッシュし、成立ボーナスをランプで告知する。
- チェリーはボーナスと重複成立することがある。その際、左リールにチェリーを狙えば、左リールより「チェリー・リプレイ・リプレイ」という出目が出て、基本的には対角線系のリーチ目として重複がわかるようになっている。なお、左リールにチェリーがない箇所を狙えばオレンジかベルとして払い出されるが、その際は重複していてもリーチ目として出ないため、成立ゲームでは重複を見抜くことができない。
- 小役の取りこぼしは一切ない。
- リーチ目にはこれまでのリーチ目のほかに新たに加えられたものも存在する。リーチ目の総数はシリーズ最多の1,400通り以上（公式ガイドブックによる）。
- 中リールの配列がこれまでのニューパルサーと比べると異なっている部分がある。また、左リールには1リール確定ベル、オレンジも存在する。
- 通常時も1枚掛け、2枚掛け遊戯が可能である。また、1枚掛け時は中段一直線の1リールのみ有効となり、リプレイの役構成が変化する。
- 1ゲームでの最大払い出し枚数は1枚掛けが15枚、2枚掛けが10枚、3枚掛けが6枚となっている。